# Административное деление Донецкой губернии на 2 сентября 1924 года

## Донецкая губерния. 2 сентября 1924 года
Делилась на округа и районы
- общее число округов — 7
- общее число районов — 78
- центр губернии — город Артёмовск
- переименованы:

1. Бахмутский округ (21 августа 1924 года) в Артёмовский округ
2. Юзовский округ (9 марта 1924 года) в Сталинский округ

- список округов:

1. Артёмовский
2. Луганский
3. Мариупольский
4. Сталинский
5. Старобельский
6. Таганрогский
7. Шахтинский

### Артёмовский округ
- общее число районов — 15
- центр округа — Артёмовск
- переименованы:

1. Бахмутский район в Артёмовский район

- Список районов:

1. Александровский
2. Артёмовский
3. Гришинский
4. Енакиевский
5. Железнянский
6. Зайцевский
7. Камышевахский
8. Константиновский
9. Краматоровский
10. Лиманский
11. Лисичанский
12. Ново-Экономический
13. Райалександровский
14. Сергеевский
15. Славянский

### Луганский округ
- общее число районов — 10
- центр округа — Луганск
- Список районов:

1. Алчевский
2. Городищенский
3. Ивановский
4. Каменнобродский
5. Лозово-Павловский
6. Ново-Светловский
7. Петропавловский
8. Славяносербский
9. Станично-Луганский
10. Успенский

### Мариупольский округ
- общее число районов — 8
- центр округа — Мариуполь
- переименованы:

1. Никольский район в Петропавловский район

- Список районов:

1. Александро-Невский
2. Мангушский
3. Ново-Николаевская
4. Новосёловский
5. Петропавловский
6. Старо-Каранский
7. Старо-Керменчикский
8. Стретенский

### Сталинский округ
- общее число районов — 11
- центр округа — Сталино
- Список районов:

1. Авдеевский
2. Авдотьинский
3. Алексеево-Орловский
4. Андреевский
5. Благодатовский
6. Больше-Янисольский
7. Зуевский
8. Макеевский
9. Марьинский
10. Селидовский
11. Стыльский

### Старобельский округ
- общее число районов — 14
- центр округа — Старобельск
- Список районов:

1. Александровский
2. Беловодский
3. Белокуракинский
4. Белолуцкий
5. Евсугский
6. Каменский
7. Марковский
8. Мостовский
9. Ново-Айдарский
10. Ново-Астраханский
11. Осиновский
12. Смолянинский
13. Старобельский
14. Стрельцовский

### Таганрогский округ
- общее число районов — 9
- центр округа — Таганрог
- Список районов:

1. Амвросиевский
2. Голодаевский
3. Дмитриевский
4. Екатериновский
5. Красно-Лучский
6. Матвеево-Курганский
7. Николаевский
8. Советинский
9. Фёдоровский

### Шахтинский округ

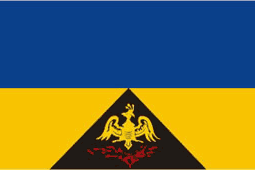
флаг г. Шахты (Грушевський) 1997-2012гг.
Восточный Донбасс. Шахтинский повет/округ (Камянская область).

- общее число районов — 11
- центр округа — Шахты
- Список районов:

1. Алексеевский
2. Владимирский
3. Глубокинский
4. Каменский
5. Ленинский
6. Ровенецкий
7. Сорокинский
8. Сулиновский
9. Усть-Белокалитвенский
10. Шараповский
11. Шахтинскийфлаг г. Шахты (Грушевський) 1997-2012гг. 
Восточный Донбасс. Шахтинский повет/округ (Камянская область).